# Pinhead Gunpowder
Pinhead Gunpowder was een Amerikaanse punkband afkomstig uit Californië, en is opgericht in 1990. De band bestond voor het grootste gedeelte van zijn bestaan uit drummer Aaron Cometbus, basgitarist Bill Schneider, gitarist en zanger Billie Joe Armstrong, en gitarist en zanger Jason White. Sarah Kirsch was de oorspronkelijke gitarist, maar verliet de band al snel.
De band heeft in haar lange carrière slechts enkele platen uitgegeven en in totaal maar 18 shows gespeeld, die allemaal in het westen van de Verenigde Staten plaatsvonden. Dit komt doordat Armstrong en White ook in de bekendere band Green Day spelen en daardoor weinig tijd hebben om met Pinhead Gunpower platen op te nemen of shows te spelen.

## Leden
- Billie Joe Armstrong - gitaar, zang (1990-heden)
- Aaron Cometbus - drums (1990-heden)
- Bill Schneider - basgitaar, zang (1990-heden)
- Jason White - gitaar, zang (1994-heden)

### Voormalige leden
- Sarah Kirsch - gitaar, zang (1990-1994)

## Discografie

### Studioalbums
| Jaar | Titel                  | Label                       |
| ---- | ---------------------- | --------------------------- |
| 1995 | Carry the Banner       | Too Many/Lookout!/Recess1 2 |
| 1997 | Goodbye Ellston Avenue | Lookout!/Recess1            |

### Ep's
| Jaar | Titel                              | Label           |
| ---- | ---------------------------------- | --------------- |
| 1991 | Tründle and Spring                 | Take a Day      |
| 1992 | Fahizah                            | Lookout!        |
| 1999 | Shoot the Moon                     | Adeline/Recess1 |
| 2000 | Dillinger Four / Pinhead Gunpowder | Adeline         |
| 2000 | Pinhead Gunpowder                  | THD             |
| 2000 | 8 Chords, 328 Words                | Lookout!        |
| 2008 | West Side Highway                  | Recess          |

### Verzamelalbums
| Jaar | Titel                 | Label            |
| ---- | --------------------- | ---------------- |
| 1994 | Jump Salty            | Lookout!/Recess1 |
| 2003 | Compulsive Disclosure | Lookout!/Recess1 |
| 2009 | Kick Over the Traces  | Recess           |